# サロン小品集 作品10 (ラフマニノフ)
サロン小品集（フランス語: Morceaux de salon、ロシア語: Салонные Пьесы） 作品10 は、セルゲイ・ラフマニノフが作曲したピアノのための小品集。

## 概要
ラフマニノフは1892年にピアノの教育課程を修了し、翌1893年には作曲の課程を終えた。同年、1893年12月に3曲、翌月の1894年1月に4曲が書かれて本作は完成された。およそ1か月前にチャイコフスキーが他界し、その死を悼む悲しみの三重奏曲第2番が書き上げられたばかりの頃である。当時のラフマニノフは懐事情が厳しく、この作品は比較的短期間で仕上げられていった。これを実現するために、並行して書き進められていた『楽興の時』から楽想を借用し、また逆に本作の素材を『楽興の時』に流用するなどして効率的に作曲が行われた。
初演はラフマニノフ自身の演奏により、1984年1月31日のオール・ラフマニノフ・プログラムの演奏会で行われた。この時、悲しみの三重奏曲第2番も初演されている。曲はパーヴェル・パプストへと献呈された。

## 楽曲構成
全7曲で構成される。全体の演奏時間は約28分半。多くの曲が共通のモットーを基礎として構築されている。曲形式はほぼすべてがABAの三部形式でまとめられている。

### 第1曲
夜想曲 （Ноктюрн）: Andante espressivo 4/4拍子 イ短調
三部形式。チャイコフスキーのピアノ三重奏曲と同じ調性で書かれたこの曲では、そのチャイコフスキー作品から間接的な引用もなされると指摘される。曲はラフマニノフらしい憂鬱さを湛え、この曲集に通底するモットー主題によって幕を開ける（譜例1）。この主題は『楽興の時』第1曲の冒頭主題として再利用されている。
譜例1
中間部ではヘ長調に転じ、和音を中心にコラール風の旋律が奏でられる。譜例1が回帰し、最後は中間部を回想して閉じられる。

### 第2曲
ワルツ（Вальс）: Allegro assai 3/4拍子 イ長調
三部形式にコーダが付属する。ショパンのワルツ 作品64-3の影響を感じさせる主題で開始する（譜例2）。
譜例2
中間部では変ニ長調となって落ち着いた主題が奏される。譜例2の回帰後にコーダとなり、カデンツァ風の華やかな盛り上がりを形作る。

### 第3曲
舟歌（Баркарола）: Moderato 3/4拍子 ト短調
三部形式。この曲集の中ではよく知られた作品で、ラフマニノフ自身による録音が残されている。右手の刻む伴奏音型が2小節先行した後、譜例3の主題が現れる。
譜例3
コン・モートの中間部では右手が急速な音型を刻み、その音型が譜例3の旋律の再現にも持ち越される。

### 第4曲
メロディ（Мелодия）: Allegretto 3/8拍子 ホ短調
三部形式。冒頭の旋律はモットー主題から導かれている。
譜例4
中間部のト長調の主題は主部との対照を成す。対位法的に譜例4を再現し、中間部を回想して結ばれる。

### 第5曲
ユモレスク（Юмореска）: Allegro vivace 2/4拍子 ト長調
三部形式。作曲者自身がお気に入りでしばしば演奏していた楽曲で、1940年には改訂を施されている。彼の交響曲第1番との関連も指摘される。華麗かつ愉快な曲となっており、まず譜例5の音型が提示される。
譜例5
陽気な主題が譜例5に続く。中間部ではシンコペーションを利用しながらも落ち着いた調子となり、陽気な主題が回帰して主部へと戻る。最後に譜例5を奏して終了する。

### 第6曲
ロマンス（Романс）: Andante doloroso 4/4拍子 ヘ短調
三部形式。簡素に書かれるも歌謡的であり、内向的で捉えどころのない性格をしている。単音による主題の提示で始まる（譜例6）。
譜例6
曲は終始穏やかな調子を保って進み、弱音によって幕が下ろされる。

### 第7曲
マズルカ（Мазурка）: Tempo di Mazurka 3/4拍子 変ニ長調
三部形式に序奏とコーダが付属する。ラフマニノフの独創性が発揮されており、曲集を肯定的に締めくくる楽曲となっている。曲を通じて旋律や和声において聴衆の意表をつく仕掛けが用意されている。付点音符による序奏に続いてマズルカの主題が導入される（譜例7）。
譜例7
ヘ長調となった中間部では、3/4拍子に合わせてリズムを調整されたモットー主題が使用されている。譜例7が回帰した後に中間部を振り返り、序奏の音型を用いて終結を迎える。